# 公安條例 (日本)
公安條例（日语：公安条例）是日本地方公共團體制定的規例，旨在規管集會、遊行、以及集體示威活動。第二次世界大戰結束後的一段時間，日本國民的示威活動受全國法律治安警察法所規管。由於國民戰後權利意識提高，治安警察法在1945年廢止，示威活動亦變得頻繁地進行。1948年福井市發生地震，引發示威。市政府制定了「災害公共安全維護條例」，這項規管示威的法律是在都道府縣間首次設立。1950年左右，各個行政區劃仿傚制定了公安條例。

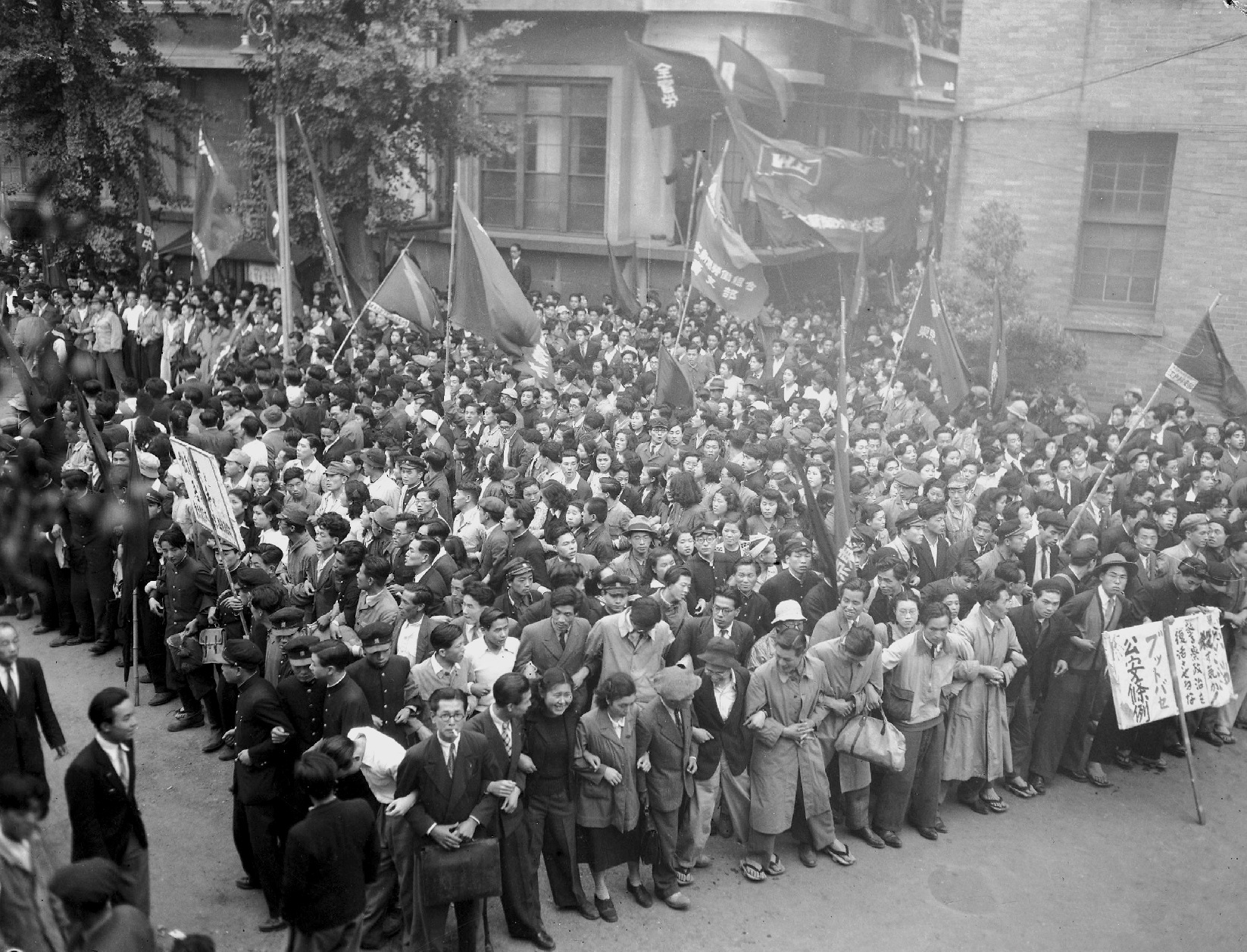
1949年反對東京都公安条例的示威